# Hermann Müller (Politiker, 1881)
Hermann Müller (* 24. Oktober 1881 in Wimpfen; † 4. September 1946 in Rüsselsheim) war ein deutscher Lehrer und Politiker. Er war hauptamtlicher Bürgermeister von Rüsselsheim (1922–1944).

## Leben
Während seines Studiums der Mathematik wurde Müller 1900 Mitglied der Burschenschaft Germania Gießen. Nach seinem Studium war er Lehrer für Physik und Mathematik in Rüsselsheim und wurde 1916 Rektor der Höheren Bürgerschule in Pfungstadt und kurze Zeit später Rektor und Oberlehrer an der Höheren Bürgerschule in Rüsselsheim. 1922 wurde er mit Unterstützung der DDP, DVP, Zentrum, Bauernbund und DNVP zum hauptamtlichen Bürgermeister von Rüsselsheim gewählt. Zum 1. Mai 1933 trat er der NSDAP bei (Mitgliedsnummer 2.463.316) und blieb bis 1944 in seinem Amt, von dem er letztendlich von den Nationalsozialisten abgesetzt wurde, da ihm ein Fehlverhalten nach den Bombardierungen der Stadt vorgeworfen wurde. Kurze Zeit später starb er.